# Der listige Peter und die Mariower geben einer Pappel zu trinken
Der listige Peter und die Mariower geben einer Pappel zu trinken ist ein Märchen, das im mazedonischen  und deutschen Sprachraum bekannt ist.

## Handlung
Mazedonische Version
Der listige Peter und die Mariower sehen eine durch den starken Wind weit über einen Fluss gebeugte Pappel. Als die Mariower den listigen Peter fragen, was sie da mache, antwortet er, dass sie trinken wolle, also beschließen sie ihr zu helfen. Zu diesem Zweck solle sich der listige Peter oben an der Pappel festhalten, woraufhin sich die Mariower einer nach dem anderen an ihn hängen würden, sodass die Spitze der Pappel an das Wasser reicht und sie ihren Durst löschen könne. In die Tat umgesetzt meint der listige Peter jedoch, dass sie sich jetzt alle gut festhalten sollen, denn um den Baum besser greifen zu können, werde er sich nun in die Hände spucken. Als er loslässt fallen alle hinab, manche verletzten sich, andere sterben, wieder andere finden es lustig.
Heinrich Pröhle
Da der Zweig eines Nussbaums im Fluss hängt, glauben die Leute, dass er mit seinem Schnabel trinken wolle, also binden sie einen Strick an den Zweig und ziehen ihn runter, damit er seinen Durst auch ordentlich löschen könne. Obendrein setzt sich obendrauf ein Mann, um den Zweig ordentlich zu beschweren, doch da reißt der Strick, sodass der Zweig nach oben schnellt und dem Mann den Kopf abschlägt. Die Leute sehen dies aber nicht und meinen nur, dass der Mann wohl keinen Kopf besitzt, fragen dann aber trotzdem nochmal seine Frau, die antwortet, dass er vor einigen Wochen noch einen gehabt hat, doch hatte sie seitdem nicht mehr darauf geachtet. Sie könnten aber mal im an der Wand hängenden Hut des Mannes nachschauen, ob er da vielleicht ist und als sie dort keinen Kopf finden, meinen alle, dass er wohl keinen hat.

## Hintergrund
Die mazedonische Version stammt aus dem dritten Band von Marko Kostov Cepenkovs Werk Makedonski narodni prikazni (S. 231, Nr. 243) und erhielt im Deutschen den Titel Der listige Peter und die Mariower geben einer Pappel zu trinken. Die Mariower sind die Einwohner einer kleinen südostmazedonischen Stadt namens Mariowo und ähneln den Schildbürgern. Heinrich Pröhle veröffentlichte seine Version unter dem Titel Der Nußbaum.